# Назарьевский сельский округ (Одинцовский район)
Назарьевский сельский округ — упразднённая административно-территориальная единица, существовавшая на территории Одинцовского района Московской области в 1994—2006 годах.
Назарьевский сельсовет был образован в первые годы советской власти. По данным 1919 года он входил в состав Перхушковской волости Звенигородского уезда Московской губернии.
В 1921 году к Назарьевскому с/с были присоединены Матвейковский и Семенковский с/с, но уже в 1922 году они были выделены обратно.
В 1926 году Назарьевский с/с включал село Назарьево и деревню Папушево, а также 3 хутора и опытную станцию.
В 1929 году Назарьевский сельсовет вошёл в состав Звенигородского района Московского округа Московской области.
25 января 1952 года из Успенского с/с в Назарьевский было передано селение Молоденово.
14 июня 1954 года к Назарьевскому с/с был присоединён Солословский сельсовет.
17 января 1955 года из Назарьевского с/с в Юдинский было передано селение Власиха.
7 декабря 1957 года Звенигородский район был упразднён и Назарьевский с/с был передан в Кунцевский район.
28 июля 1960 года в связи с упразднением Кунцевского района Назарьевский с/с был передан в восстановленный Звенигородский район.
1 февраля 1963 года Звенигородский район был упразднён и Назарьевский с/с вошёл в Звенигородский сельский район. 11 января 1965 года Назарьевский с/с был передан в новый Одинцовский район.
3 февраля 1994 года Назарьевский с/с был преобразован в Назарьевский сельский округ.
В ходе муниципальной реформы 2004—2005 годов Назарьевский сельский округ прекратил своё существование как муниципальная единица. При этом все его населённые пункты были переданы в сельское поселение Назарьевское.
29 ноября 2006 года Назарьевский сельский округ исключён из учётных данных административно-территориальных и территориальных единиц Московской области.